# Parallelodiplosis triangularis
Parallelodiplosis triangularis är en tvåvingeart som beskrevs av Grover och Kashyap 1991. Parallelodiplosis triangularis ingår i släktet Parallelodiplosis och familjen gallmyggor.
Artens utbredningsområde är Maharashtra (Indien). Inga underarter finns listade i Catalogue of Life.